# Электра
Эле́ктра (др.-греч. Ἠλέκτρα) — в древнегреческой мифологии дочь Агамемнона и Клитемнестры, излюбленная героиня греческих трагедий. В юности стала свидетельницей убийства отца матерью и её любовником Эгисфом. Смогла организовать бегство маленького брата Ореста из Микен. Последующие семь лет своей жизни провела в трауре, не скрывая ненависти и презрения к виновникам смерти Агамемнона. После возвращения Ореста стала вдохновительницей мести и сумела организовать убийство матери и Эгисфа.
Электра действующее лицо в трагедиях Эсхила «Хоэфоры», Софокла «Электра», Еврипида «Электра» и «Орест», а также Сенеки «Агамемнон». По мнению современных литературоведов, песня из произведения Еврипида, являющаяся ответом Электры на приглашение хора девушек пойти на праздник, — одна из самых печальных в античной греческой трагедии. Согласно Плутарху, после Пелопоннесской войны, когда победители решали судьбу потерпевших поражение Афин, часть спартанских военачальников предлагала разрушить город, а жителей продать в рабство. Судьбу Афин решил не рациональный, а эмоциональный аргумент. Один из воинов запел парод «Электры» Еврипида. Участники совета были растроганы и сочли невозможным уничтожить город, давший Греции столько великих людей.
Миф об Электре и Оресте относится к таковым, которые пользовались особым вниманием в западноевропейской культуре. На его основе создано множество драм, опер и фильмов. Так, к примеру, «Элегия» Жюля Массне, которую исполняли Фёдор Шаляпин, Энрико Карузо, Монсеррат Кабалье и другие всемирно известные певцы, представляет грустную песнь Электры из драмы «Эринии» Леконт де Лиля 1873 года.

## Мифы

### Происхождение. Ранние годы
Во всех античных произведениях, которые пишут об Электре, её представляют дочерью царя Микен Агамемнона и его жены Клитемнестры. В «Илиаде» Гомера среди законных детей микенского царя называют Ореста, Ифианассу, Хрисофемиду и Лаодику. Так как у более поздних древнегреческих драматургов Эсхила, Софокла и Еврипида Лаодику и Ифианассу не упоминают, то их отождествляют с Электрой и Ифигенией.
В детстве принцессу, согласно Еврипиду, помолвили с сыном благодетеля Агамемнона спартанского царя Тиндарея Кастором. Ранние годы девочка провела без отца. Агамемнон руководил объединёнными войсками греков во время осады Трои. Дома Агамемнона ждала законная супруга Клитемнестра. У женщины было много затаённых обид на мужа. Ещё в юности Агамемнон убил её первого мужа и ребёнка, царь принёс в жертву их дочь Ифигению, отсутствовал более десяти лет и верностью не отличался. Из похода Агамемнон привез свою новую наложницу-рабыню из царского рода Кассандру с детьми.

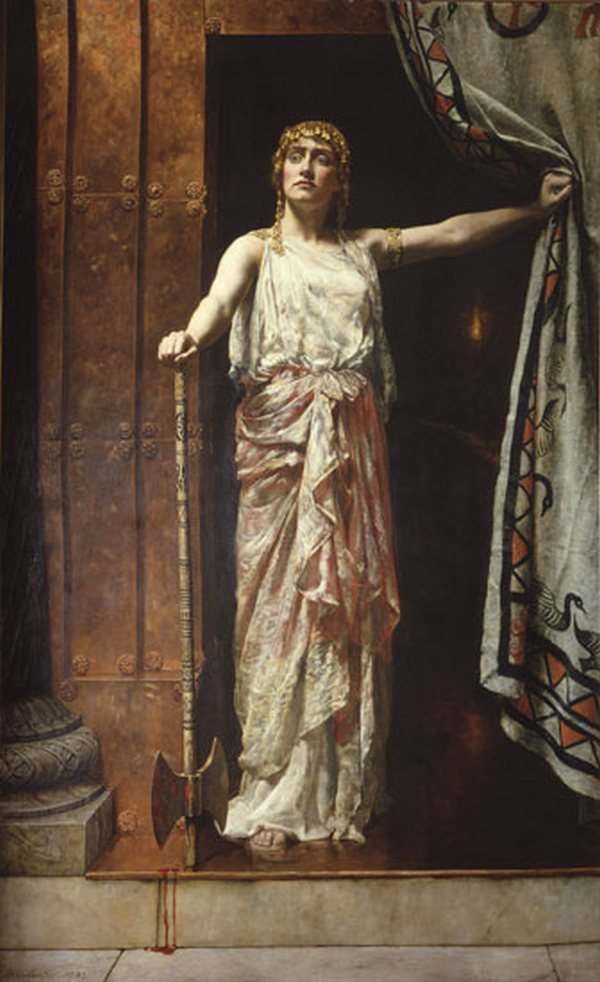
«Клитемнестра после убийства». Джон Кольер. 1882. Лондон

Этим воспользовался двоюродный брат Агамемнона Эгисф, изгнанный ранее из Микен вместе со своим отцом Фиестом. Он не только стал любовником Клитемнестры, но и уговорил участвовать в заговоре. Когда Агамемнон прибыл на родину, Клитемнестра сделала вид, что рада его возвращению и отвела в баню, где молодые рабыни подогревали воду. Обладающая даром пророчества Кассандра забилась в экстазе, предвидя скорую гибель. В своё время, когда Кассандра отвергла домогательства Аполлона, получив перед этим дар пророчества, на неё наложили проклятие. Троянской принцессе было дано видеть будущее, но все предсказания игнорировали, что делало её несчастной. Так же случилось и на этот раз. Когда Агамемнон выходил из бани, его ждала Клитемнестра с полотенцем. Вместо того, чтобы вытереть супруга от влаги, она накинула ткань на голову царя. Пойманного Агамемнона дважды ударил мечом Эгисф. Царь упал в бассейн, после чего Клитемнестра отрубила своему супругу голову.

### После убийства Агамемнона

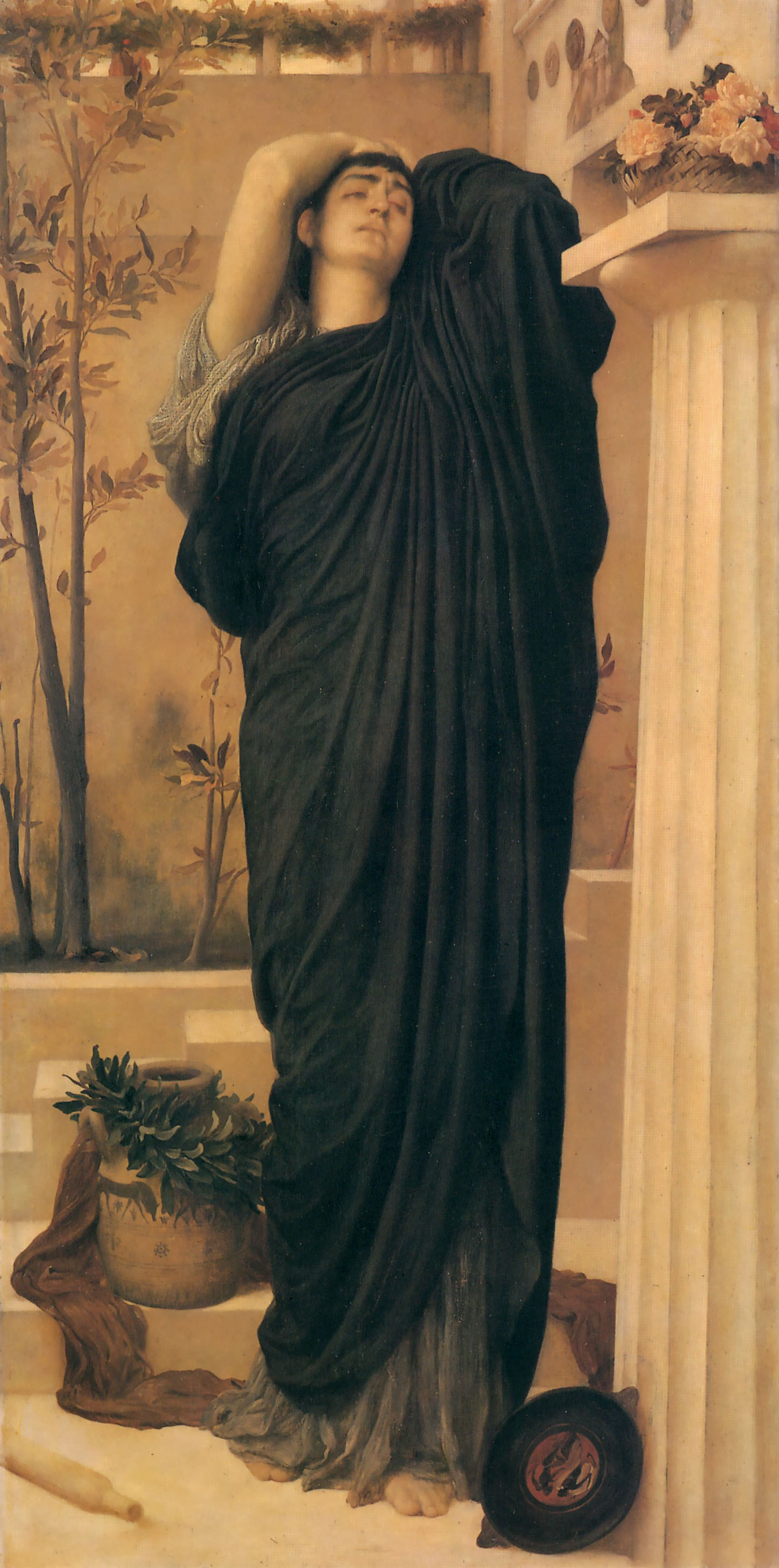
Фредерик Лейтон, Электра на могиле Агамемнона, 1869

После убийства Агамемнона Клитемнестра с Эгисфом захотели убить десятилетнего Ореста. Мальчика спасли кормилица Арсиноя с Электрой. По одной версии, Арсиноя послала в детскую комнату своего сына, которого и убил Эгисф. Электра в свою очередь завернула Ореста в плащ и вместе с престарелым воспитателем своего отца вывела из города. По другой версии, Электра уговорила Строфия увезти брата из Микен, за что навлекла на себя гнев матери и Эгисфа.
Эгисф официально правил в Микенах семь лет. Хоть он и пользовался внешними атрибутами царя, настоящей правительницей была Клитемнестра. Несмотря на власть, свершившая преступление пара жила в страхе, опасаясь мести Ореста.
Эгисф боялся и Электры, которая не скрывала своего презрения и ненависти к убийцам отца. Клитемнестра запретила своему новому супругу убивать свою дочь из-за страха навлечь гнев богов. К молодой принцессе сватались знатные царевичи. Однако Эгисф, по версии Еврипида, опасаясь появления нового могущественного врага, выдал Электру замуж за простого крестьянина. Тот оказался честным человеком и позволил своей жене остаться девственной. В произведениях Софокла Электра всё время правления Эгисфа оставалась незамужней и влачила жалкое существование взаперти в отцовском дворце, «с пустых столов крохи яств сбирая». Также она подвергалась постоянным упрёкам и унижениям за то, что помогла спастись Оресту, который мог отомстить за смерть Агамемнона.
В какой-то момент Эгисфу с Клитемнестрой надоели оскорбления со стороны Электры. Они решили, если она не поступит по примеру Хрисофемиды, которая смирилась со своей судьбой, заточить Электру в темницу. Эту новость ей рассказала сама Хрисофемида. Электра с презрением отвергла увещевания сестры. Более того она обвинила Хрисофемиду в предательстве памяти отца. Девушка, согласно Софоклу, была готова провести остаток жизни в тюрьме, но не выбрать путь покорности своей сестры.

### Возвращение Ореста. Убийство Клитемнестры и Эгисфа
Античные трагики по-разному передают сцены возвращения Ореста в Микены, его встречи с сестрой и мести убийцам Агамемнона. В трагедии Эсхила «Хоэфоры» Клитемнестра посылает Электру на могилу Агамемнона вместе с женщинами хора. Девушка молит тень отца послать мстителя. В это время она обнаруживает жертвоприношения, которые оставил спрятавшийся неподалёку Орест. Узнав сестру, он открывается ей, и они совместно составляют план мщения, который затем Орест с Пиладом претворяют в жизнь.
В трагедии Софокла «Электра» Клитемнестре приснился сон о том, что из царского посоха, который воткнули на могиле Агамемнона, вырос побег, который разросся по всему микенскому краю. Тогда царица отправила свою дочь Хрисофемиду, чтобы совершить возлияния на могиле убитого ею же царя. В это время к царице пришёл посланный Орестом гонец с вестью о том, что её сын от Агамемнона мёртв. Эту весть Клитемнестра и Электра восприняли по-разному. Царица решила, что теперь угроза мести в прошлом, в то время как её дочь потеряла последнюю надежду. Через некоторое время к Электре приходят Орест с Пиладом. Он открывается сестре. Вместе с братом Электра участвует в убийстве матери, которой Орест под видом вестника приносит амфору якобы с прахом её сына. Затем они убивают и прибывшего Эгисфа.
В трагедии Еврипида «Электра» Орест со своим другом Пиладом приходят к дому, где живёт сестра со своим фиктивным мужем-пахарем. Он представляется ей посланцем Ореста. Затем, после того как он был узнан воспитателем Агамемнона, брат с сестрой разработали план мести. Клитемнестре отправили сообщение о том, что у Электры родился ребёнок. Орест под видом чужестранца принял участие в жертвоприношении, которое совершал Эгисф. Во время оного он убил царя Микен жертвенным ножом. Рабы, которые бросились отомстить за своего царя, отступили, когда Орест сообщил им о своём происхождении. После убийства Эгисфа Орест пришёл к Электре. Юноша пребывал в нерешительности относительно того, как следует поступить с матерью. Электра настояла на том, что с Клитемнестрой следует поступить так же, как и с Эгисфом. Когда не подозревающая о судьбе своего мужа царица приехала к Электре, та её пригласила в дом, чтобы показать внука, где и убила вместе с Орестом.

### Дальнейшая жизнь
Наиболее драматичная версия дальнейшей жизни Электры описана в трагедии Еврипида «Орест». После убийства Клитемнестры и Эгисфа к Оресту явились богини мести эринии. Юноша упал на ложе, где и пролежал без сознания несколько дней. Всё это время за ним ухаживала сестра. Из Спарты приехал отец Клитемнестры и дед Ореста с Электрой Тиндарей. Он обвинил внуков в матереубийстве. Также спартанский царь потребовал под страхом наказания, чтобы до решения суда обвиняемым не помогали.
Менелай, узнав о происшествии, отправил свою жену и одновременно сестру Клитемнестры Елену Прекрасную в Микены. Сам же он поехал к Тиндарею. Спартанский царь считал, что Клитемнестру за свершённое ею преступление надо было изгнать, но никак не убивать. Он приказал своему приёмному сыну сделать всё, чтобы наказать убийц своей дочери. Боясь гнева Тиндарея, Менелай не внял мольбам Ореста о помощи. Во время суда был высказан ряд предложений. В конечном итоге судьи приговорили Электру и Ореста к смерти, учтя при этом мольбы Агамемнонова сына, и присудили ему покончить жизнь самоубийством. Из здания суда Ореста увёл Пилад, от которого после совершённого убийства отказался отец Строфий.
Посовещавшись, Орест, Пилад и Электра решили, что раз им всё равно умирать, то следует перед смертью отомстить Менелаю, убив его жену Елену, из-за измены которой вся Эллада и их семья претерпели столько бед. Электра решила воплотить в жизнь собственный план, а именно взять в заложницы дочь Менелая и Елены Гермиону. Их планы почти удались. Орест с Пиладом смогли приблизиться к Елене и обнажить мечи, а Электра — схватить Гермиону и запереть во дворце. Однако в ход событий вмешался сам Аполлон. Он перенёс Елену на Олимп, где она стала бессмертной. Также он повелел Менелаю найти новую жену, Гермиону обручить с Орестом, а Электру с Пиладом.
От Пилада у Электры родилось двое сыновей, Медон и Строфий. Согласно древнегреческому писателю и географу II века Павсанию, могила Электры находилась среди развалин её родных Микен.

## Сюжет в искусстве

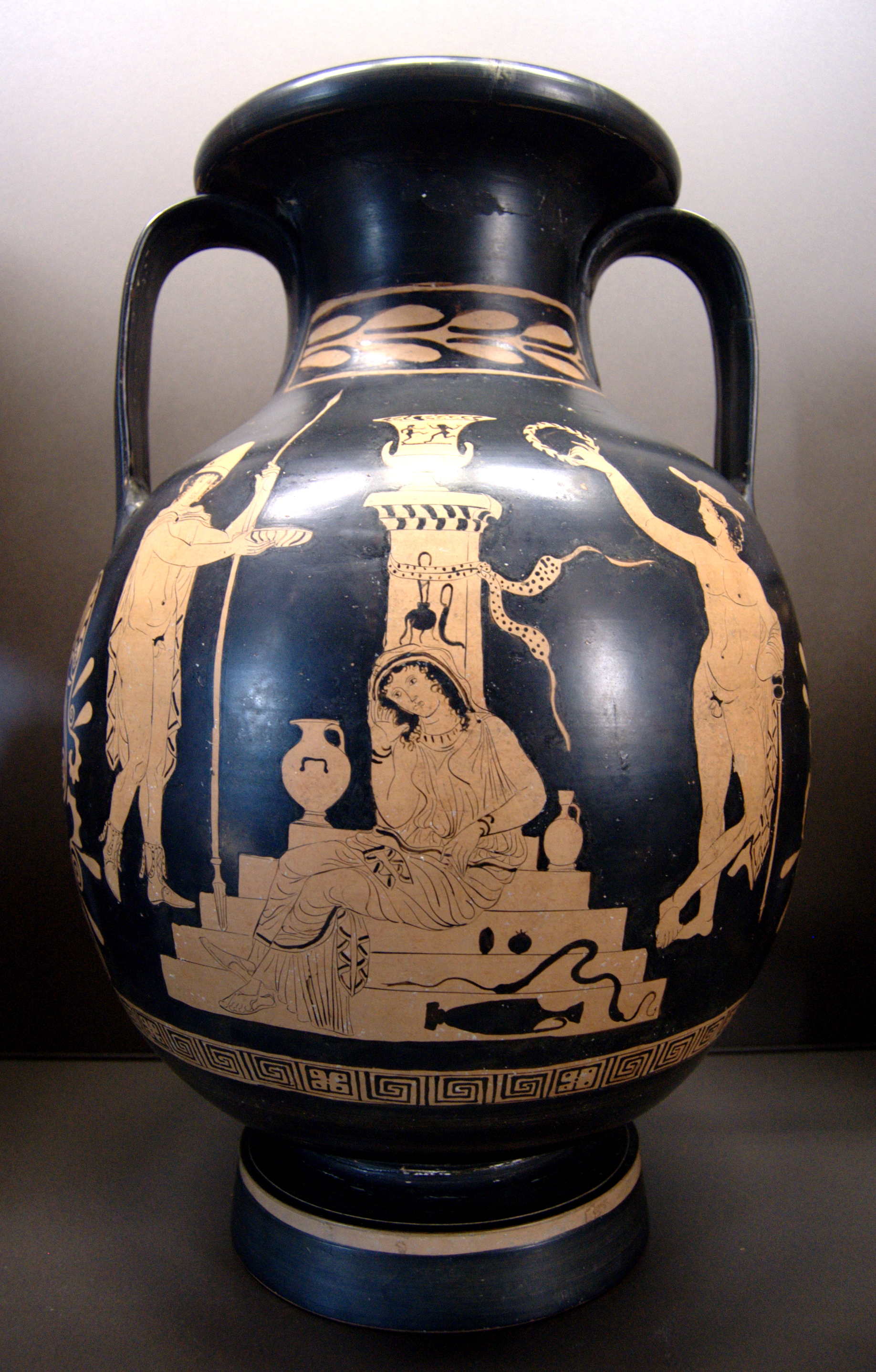
Орестея, Гермес и Электра. Пелика работы вазописца Хоэфоры

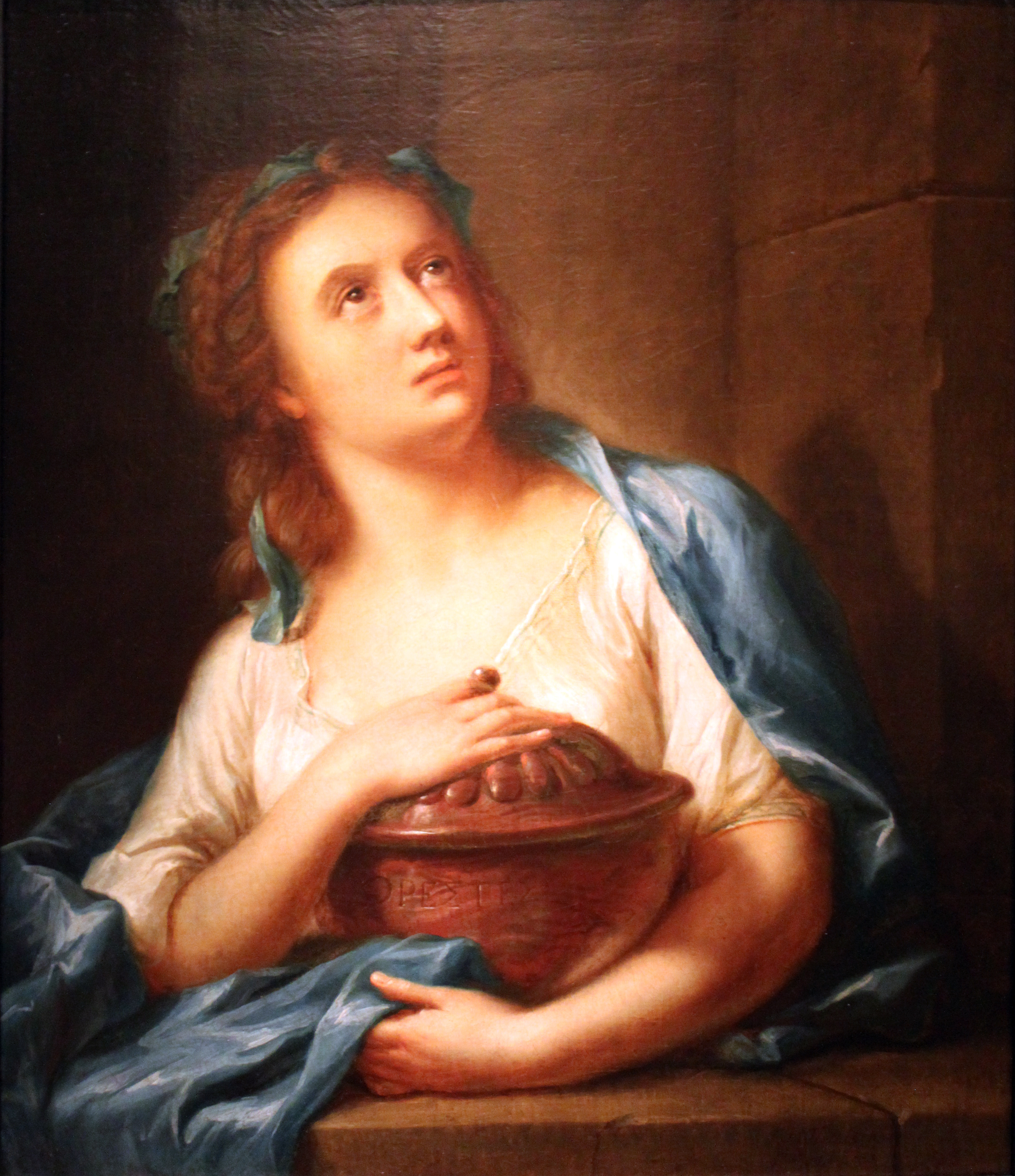
Электра в трауре. Тишбейн Старший, 1784, Немецкий исторический музей

### Античная драма
Впервые в литературных произведениях Электра появилась в трагедии Эсхила «Хоэфоры» 458 года до н. э. В ней дочь Агамемнона занимает важное, но не центральное положение. Согласно В. А. Жуковскому, образ Ореста, колеблющегося между желанием отомстить и ужасом от матереубийства, уступившего Электре, которая клянётся быть убийцею; хладнокровное убийство Клитемнестры и, наконец, исступление окружённого богинями мести Ореста приводит зрителя в ужас.
Софокл, для того чтобы показать особенности характера Электры в одноимённой трагедии, противопоставил ей сестру Хрисофемиду. Эта дочь Агамемнона видела и осознавала зло, которое была вынуждена терпеть их семья, но не обладала внутренней силой для ненависти и мести, а тем более для того, чтобы рисковать жизнью. С помощью данного приёма античный трагик подчёркивает неспособность Электры видеть в справедливости лишь отвлечённое понятие. Она должна воздать убийцам отца по заслугам вне зависимости от цены, которую придётся заплатить за свой поступок. Электра предстаёт в качестве твёрдой, пылающей жаждой мести, окружённой несчастьями и в то же время величественной в своём унижении женщины. Софокл на первых постановках пьесы поручил эту роль актёру, у которого незадолго до этого погиб сын. Он смог, по утверждениям древних греков, передать в своей игре подлинное страдание, что в том числе обеспечило успех и известность пьесы.
Еврипид представляет Электру в одноимённой трагедии 413 года до н. э. не только мстительницей, но и рачительной хозяйкой. Автор отводит Электре основную роль в убийстве матери, сделав её коварной вдохновительницей и организатором мести. В конце произведения брат с сестрой раскаиваются в матереубийстве. Таким образом они, выполнив свой долг перед отцом, погибают в моральном плане и сами. Еврипид перенёс события пьесы из дворца в хижину пахаря. В своём произведении он полемизирует с другими античными писателями. Приведя признаки, по которым Электра узнала Ореста в трагедиях Софокла и Эсхила, он указывает на их неправдоподобность. В споре с Клитемнестрой Электра настаивает на порочном характере матери. Она утверждает, что та начала изменять отцу ещё до того, как тот забрал Ифигению для жертвоприношения. В этот диалог античный драматург привносит особенности обычной семейной перебранки.
Согласно Плутарху, после Пелопоннесской войны, когда победители решали судьбу потерпевших поражение Афин, некоторые предлагали разрушить город, а жителей продать в рабство, судьбу Афин решил не рациональный, а эмоциональный аргумент. Один из воинов запел парод «Электры» Еврипида. Союзники были растроганы и сочли невозможным уничтожить город, давший Греции столько великих людей. Данная песня, являющаяся ответом Электры на приглашение хора девушек пойти на праздник, по мнению современных литературоведов, — одна из самых печальных в античной греческой трагедии.

                            О, душа не рвется, девы,

                            Из груди моей к веселью.

                            Ожерелья золотого

                            Не хочу я, и ногою

                            Гибкой я меж дев аргосских

                            В хороводе уж не буду

                            Попирать родимой нивы.

                            Пляску мне заменят слезы...

                            Посмотри: где локон нежный?

                            Видишь — пеплос весь в лохмотьях...

                            Это ль доля дочки царской,

                            Гордой дочери Атрида?

                            И на то ли Агамемнон

                            Трою царственную рушил?
В трагедии «Орест» Еврипид представляет Электру нежной сестрой, для которой жизнь брата составляет всю её жизнь. Будучи покинутой и осуждённой на смерть, она пять дней подряд не смыкая глаз заботится о больном Оресте. В разговоре с Еленой Еврипид противопоставляет их характеры, на которых построено всё произведение. Елену окружают блеск и нега, в то время как Электра живёт в горе и нищете. У спартанской царицы есть муж и дети, а у Электры лишь брат, да и тот на грани жизни и смерти. Несчастная дочь Агамемнона сетует на жизнь за её несправедливость.
Трагедия Сенеки «Агамемнон» написана под влиянием Эсхила. По сути она повторяет его одноимённую трагедию, а расхождения незначительны. В отличие от эсхиловского произведения, Сенека вводит в состав действующих лиц Электру. Трагедия рассчитана на читателя и зрителя, хорошо знакомого с мифом. Появление в конце отца Пилада Строфия, которому Электра перепоручает маленького Ореста, и последующий гнев Клитемнестры и Эгисфа указывают на дальнейшее развитие событий.

### Новое и Новейшее время
Миф об Электре и Оресте относится к таковым, которые пользовались особым вниманием в западноевропейской культуре. В XVI—XVII веках софокловский вариант трагедии перевели на свои языки французский гуманист Лазар де Баиф (1537), венгерский епископ Петер Борнемисса (1558) и нидерландский поэт и драматург Йост ван ден Вонден (1639). Причём уже П. Борнемисса перевёл античный текст в вольном стиле, приблизив описание происходящих событий к реалиям венгерской жизни того времени.
В XVIII веке этому мифу посвятили девять драм, пять опер и один балет. Драматурги и композиторы наибольшее внимание уделяли Электре. Часть произведений обладала низким художественным уровнем. Античный сюжет в них трансформирован настолько вольно, что он имеет слабую связь с древнегреческими трагедиями. Драматурги того времени обходили стороной сознательное матереубийство Ореста. В «Оресте» Вольтера (1750) образ Клитемнестры более женственный, по сравнению с трагедиями Эсхила, Софокла и Еврипида. В ней материнское чувство вступает в противоречие с супружеским долгом по отношению к Эгисфу. Орест соглашается уступить матери, но под влиянием горящей жаждой мести Электры заносит меч над Эгисфом и случайно убивает Клитемнестру, которая бросается между ними, чтобы защитить супруга.
«Орест» итальянского поэта и драматурга Витторио Альфьери прославляет борьбу с тиранией. В его трагедии Орест с Пиладом не прибегает к заговору, а сам открывается узурпатору Эгисфу. Вследствие этого он, вместе с Пиладом и Электрой, попадает в тюрьму. Заключённые совершают побег, после чего Орест убивает узурпатора. Клитемнестра погибает под воздействием аффекта Ореста, который видит мать, оплакивающую тирана и убийцу отца Эгисфа.
Среди драматических произведений XIX века следует выделить «Эринии» Леконт де Лиля 1873 года, известную тем, что в написанную к ней музыку Жюлем Массне вошла знаменитая «Элегия». Элегию Массне, представляющую собой грустную песнь Электры, исполняли Фёдор Шаляпин, Энрико Карузо, Монсеррат Кабалье и другие всемирно известные певцы. Отказавшись от «случайности», из-за которой погибала Клитемнестра в произведениях драматургов XVIII века, Леконт де Лиль переосмысливает образ мстителей за смерть отца.
Гуго фон Гофмансталь в драме 1904 года «Электра» переосмысливает античный сюжет с учётом произведений Фридриха Ницще и Зигмунда Фрейда. В этом произведении Электра по истечении многих лет не перестаёт оплакивать отца. Он создаёт образ одержимой ненавистью и злобой девушки, которая проникнута непримиримостью и отчуждённостью с истерическим надломом. Электра Гофмансталя имеет мало общего с преисполненной достоинства трагической героиней Софокла. По либретто произведения Гофмансталя Рихард Штраус написал одноимённую оперу.
В 1931 году американский драматург Юджин О’Нил создал одно из самых значительных произведений американской драматургии: трилогию «Траур — участь Электры». Он перенёс событие в Новую Англию, в дом бригадного генерала, возвратившегося после окончания Гражданской войны домой. Сюжет произведения американского писателя, хоть и описывает США XIX века, имеет явные параллели с античными мифами. Главным действующим лицом, вокруг которого развивается сюжетная нить, является ипостась Электры Лавиния.
Из европейских произведений XX столетия наибольшее культурное значение имеют трагедии «Электра» Жана Жироду (1934) и Герхарта Гауптмана 1944 года, а также «Мухи» Жана-Поля Сартра.
Античный сюжет о мести убийцам Агамемнона нашёл отображение и в нескольких фильмах. В частности, фильм «Электра» 1962 года Михалиса Какояниса, где главную роль сыграла Ирен Папас, получил ряд премий на Каннском фестивале, международном кинофестивале в Салониках и номинировался на «Оскар».

## В науке
Образ Электры и историю её жизни использовал в своих трудах швейцарский психолог и психиатр Карл Густав Юнг. Он впервые описал комплекс Электры, который представляет собой неосознанное влечение девочек к отцу, враждебность к матери, соперничество с ней за внимание. Зигмунд Фрейд считал нецелесообразным выделять комплекс Электры, предпочитая рассматривать его как вариант Эдипова комплекса у девочек.
Именем Электры назван один из астероидов главного пояса, открытый в 1873 году.